# Paronia
Paronia es un género de foraminífero bentónico considerado un sinónimo posterior de Paronaea de la familia Nummulitidae, de la superfamilia Nummulitoidea, del suborden Rotaliina y del orden Rotaliida. Su especie tipo era Nummulites complanata. Su rango cronoestratigráfico abarcaba el Luteciense (Eoceno medio).

## Clasificación
Paronia incluía a la siguiente especie:
- Paronia complanata †